# Республика Сербская Краина
Респу́блика Се́рбская Кра́ина (редко Республика Сербская Крайна; серб. Република Српска Крајина, МФА (серб.): [rɛpǔblika sr̩̂pskaː krâjina]; сокр. РСК, серб. РСК) — бывшее непризнанное сербское государство на территории Республики Хорватии в Хорватской (Книнской) Краине (у границы с западной Боснией), в Славонской (Западно-Славонской) Краине (у границы с северной Боснией) и Подунайской (Восточно-Славонской и Баранской) Краине (у границы с сербской Воеводиной). РСК была создана как ответ на действия хорватских республиканских властей, взявших курс на отделение от Югославии, и выражала стремления сербского населения Хорватии остаться в составе Югославии.
РСК существовала в период с 1991 по 1998 год и была основана на территории Республики Хорватии в составе СФРЮ. Столицей РСК был город Книн с населением около 12 000 человек. Помимо него, другими крупными городами были Вуковар (население около 33 000 человек) и Петринья (население около 19 000 человек). В середине 1991 года население территорий, вошедших позднее в состав РСК, насчитывало около 470 000 человек (около 53 % — сербы, около 35 % — хорваты, около 12 % — представители других национальностей). В середине 1993 года население РСК насчитывало около 435 000 человек (около 91 % — сербы, около 7 % — хорваты, около 2 % — представители других национальностей). Площадь РСК составляла 17 040 км².
Большую часть территории РСК потеряла в ходе хорватских операций «Молния» и «Буря» в 1995 году. Остаток РСК в Восточной Славонии, Баранье и Западном Среме согласно Эрдутскому соглашению при помощи ООН был мирно интегрирован в Хорватию в 1998 году.
Сербская Краина граничила с Хорватией, Венгрией, Союзной Республикой Югославией, а в Боснии и Герцеговине с Республикой Сербской, Автономной областью Западная Босния, Федерацией Боснии и Герцеговины и Хорватской республикой Герцег-Босна. Независимость РСК не была признана ни одним государством, включая и Союзную Республику Югославию.

## География

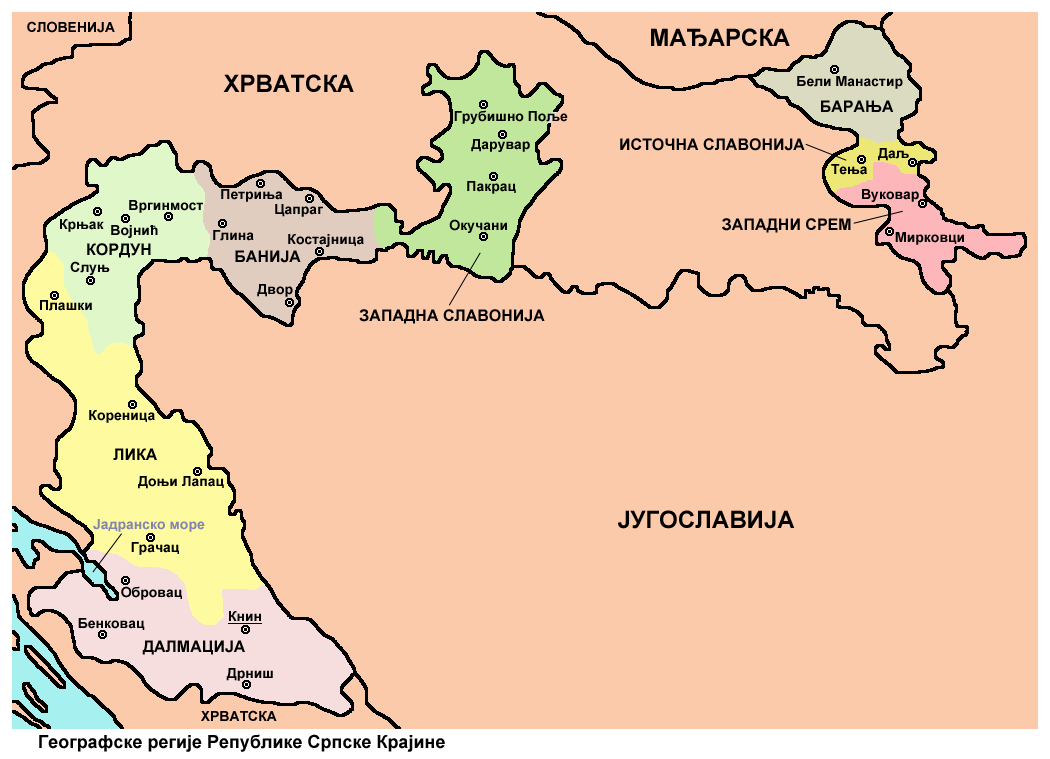
Географические регионы РСК

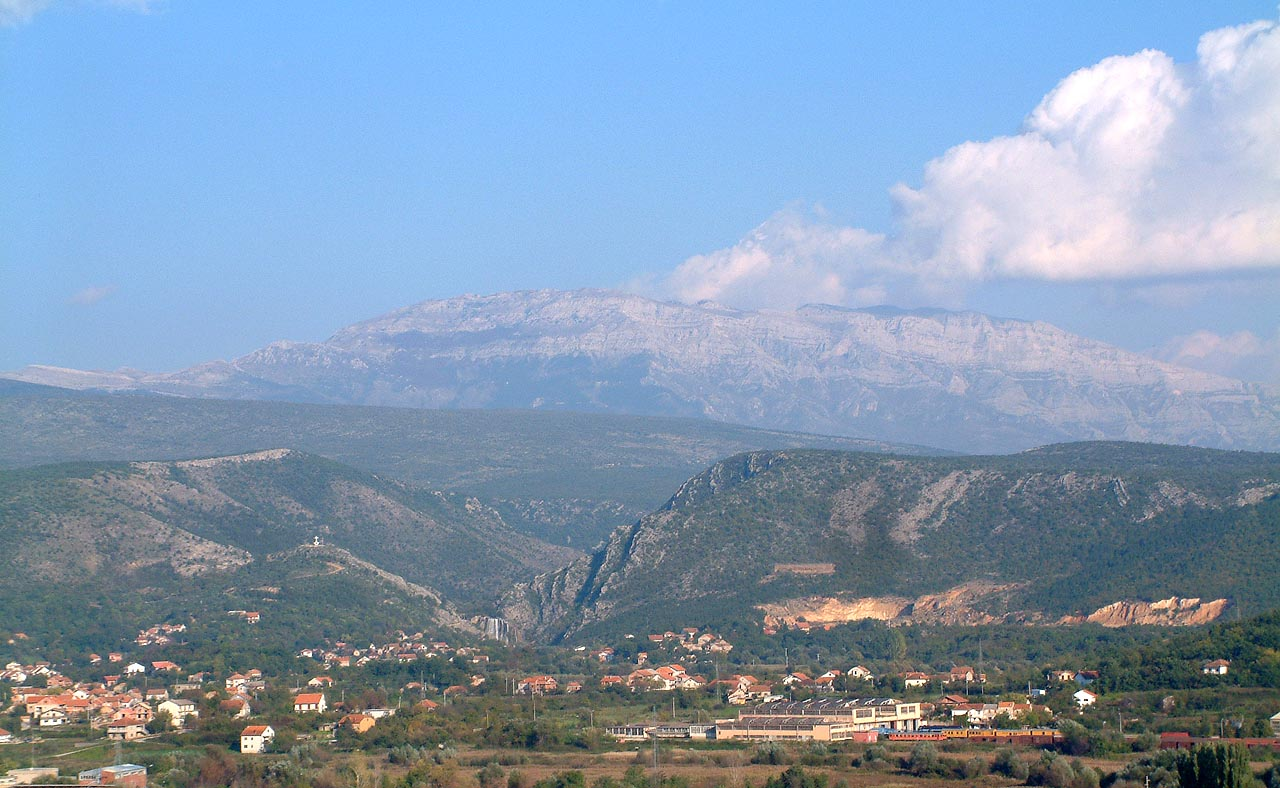
Динарские горы, панорама из Книна

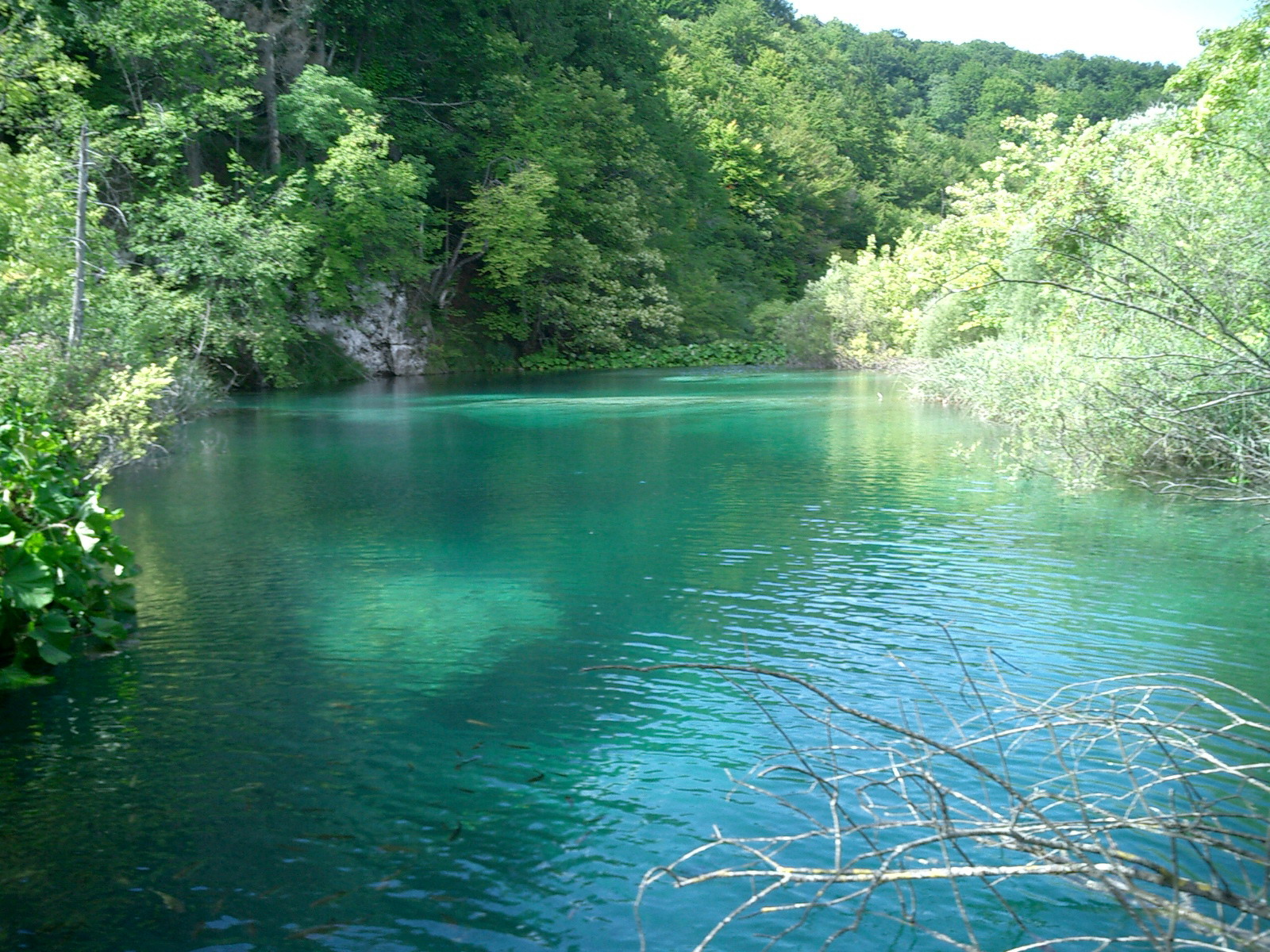
Плитвицкие озёра

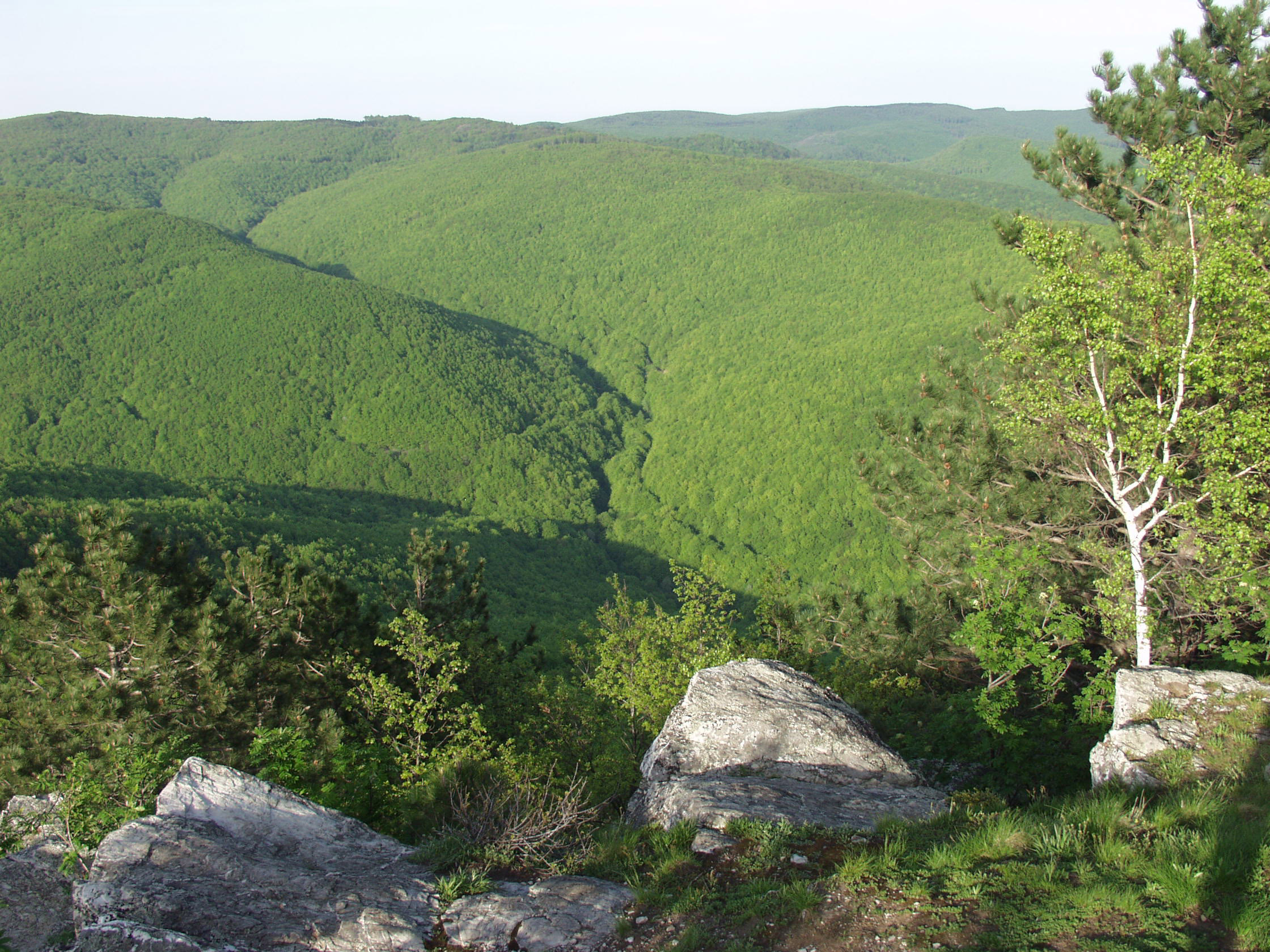
Леса на горе Папук в Славонии

РСК состояла из трёх эксклавов:
- Книнская Краина (Северная Далмация, Лика, Кордун, Бания). В её составе были муниципалитеты Бенковац, Войнич[серб.], Вргинмост, Глина, Грачац, Двор, Дрниш, Доньи-Лапац, Книн, Кореница, Костайница, Крняк, Обровац, Петриня, Плашки, Слунь, Сербская община Задар, Цапраг.
- Западная Славония, располагающаяся в одноимённом регионе. В её составе были муниципалитеты Грубишно-Поле, Дарувар, Окучани, Пакрац, Подравска-Слатина. Большая часть Западной Славонии находилась под контролем хорватской армии с конца декабря 1991 года и была в составе РСК только формально.
- Восточная Славония, Барания и Западный Срем. В его составе были муниципалитеты Бели-Манастир, Вуковар, Даль, Мирковци, Теня.

Согласно Конституции РСК, основной территориальной единицей была община, в которую, как правило, входили относительно крупный населённый пункт, бывший её центром, и окрестные сёла, деревни и хутора. Всего в составе РСК насчитывалось 28 общин.
В РСК насчитывалось шесть историко-географических регионов. В частности, корпуса краинской армии располагались в соответствии с этими регионами, по такому же принципу проводилась и оценка численности населения.
- Северная Далмация. Площадь 3450 км²[3]. Границами Северной Далмации с севера был Велебит, с востока — Динарские горы, с юга — Косово-Поле и Петрово-Поле, с запада — Задар и побережье Адриатики. К этому региону относились Книн, Бенковац, Обровац, Дрниш и Сербская община Задар[5].
- Лика. Площадь 4808 км²[3]. Границами Лики с севера был город Плашки, с востока — река Уна, на юге — река Зрманя, на западе — линия Медак-Теслинград. Фактически, Лика находится между гор Велебита, Плешевице и Мала-Капеле. В регионе находятся Плитвицкие озёра. В РСК к Лике относились общины Кореница, Доньи-Лапац, Грачац и Плашки[6].
- Кордун. Площадь 2306 км²[3]. Границами Кордуна были: на севере — река Купа, на востоке — река Глина и граница с Боснией и Герцеговиной, горы Плешевица и Мала-Капела на юге и реки Мрежница и Корана — на западе. К Кордуну относились общины Слунь, Крняк, Вргинмост и Войнич. В экономическом плане выделялся город Топуско[7].
- Бания. Площадь 3456 км²[3]. Точные границы этого региона не были определены. В составе Бании были общины Глина, Петринья, Костайница, Двор-на-Уни и часть общины Цапраг[8].
- Западная Славония. Общая площадь Западной Славонии была 5062 км²[3], однако под контролем РСК было всего 558 км², так как осенью 1991 года хорватские силы провели ряд наступлений, взяв под контроль бо́льшую часть области. Северной границей была река Драва, восточной — район общин Доньи-Михоляц и Ораховица, южной — река Сава, а западной — река Илова. Формально, в составе Западной Славонии были общины Окучани, Пакрац, Дарувар, Грубишно-Полье, Подравска-Слатина, части общин Вировитица, Ораховица и Славонска-Пожега. Однако на практике РСК контролировала только Окучани и часть Пакраца[9].
- Восточная Славония, Барания, Западный Срем. Площадь 2511 км²[3]. Северной границей была венгерская, восточной — граница с СРЮ, южная граница проходила между Дунаем и Савой, западная — вдоль Осиека и Винковцев, находившихся под хорватским контролем. В составе этой области были общины Вуковар, Теня, Даль, Бели-Манастир, Мирковци и части общин Осиек, Винковци и Жупаня[10].

## Предыстория

### Военная граница

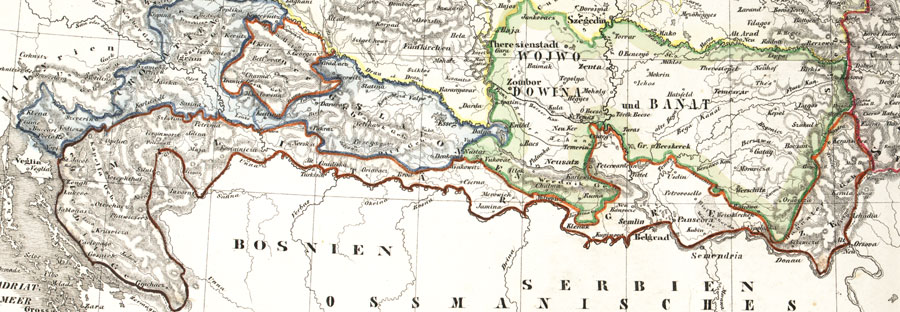
Карта Военной границы

Сербы на территории будущей Сербской Краины проживали со времён Средневековья, причём ещё до вторжения Османской империи на Балканы. К примеру, первые упоминания о сербах в Среме, Славонии и Далмации датируются VII веком н. э. Однако большинство населения сербы тогда составляли только в районах Южной Далмации, где они основали несколько своих княжеств. Первым сербским монастырём на территории Королевства Хорватия был монастырь Крупа, основанный в 1317 году монахами, бежавшими из Боснии от турок, на средства короля Стефана Уроша II. Примерно в то же время был основан монастырь Крка на средства принцессы Елены Шубич Неманьич, сестры короля Стефана Уроша IV и жены хорватского вельможи Младена III Шубича.
После захвата турками-османами Сербии и Боснии количество сербов в Краине значительно увеличилось, а множество хорватов покинуло эти регионы и переселилось или в города на побережье Адриатики, или вглубь Хорватии и Венгрии. После первого захвата турками города Яйце 18 тысяч сербских семей переселились в Личскую и Крбавскую жупанию. Венгерский король Матвей Корвин освободил их от налогов и гарантировал свободу вероисповедания, однако сербы должны были защищать границу от турецких вторжений. Позднее сербы-беженцы в других районах Краины получили от Габсбургской монархии статус пограничного ополчения, которое в обмен на земельные наделы пожизненно защищало границу с турками.
По мнению ряда исследователей, для Габсбургов Военная граница (серб. Војна Крајина) была своего рода резервуаром солдат. Каждый седьмой житель Краины был граничаром, в то время как в других землях империи соотношение солдат и гражданских составляло 1:64. На протяжении своего существования Военная граница претерпевала многочисленные реформы и преобразования. В конце XIX века Военная граница была упразднена, а её районы в 1882 году были переданы под управление Королевства Хорватии и Славонии в рамках Земель короны Святого Иштвана.

### 1881—1918

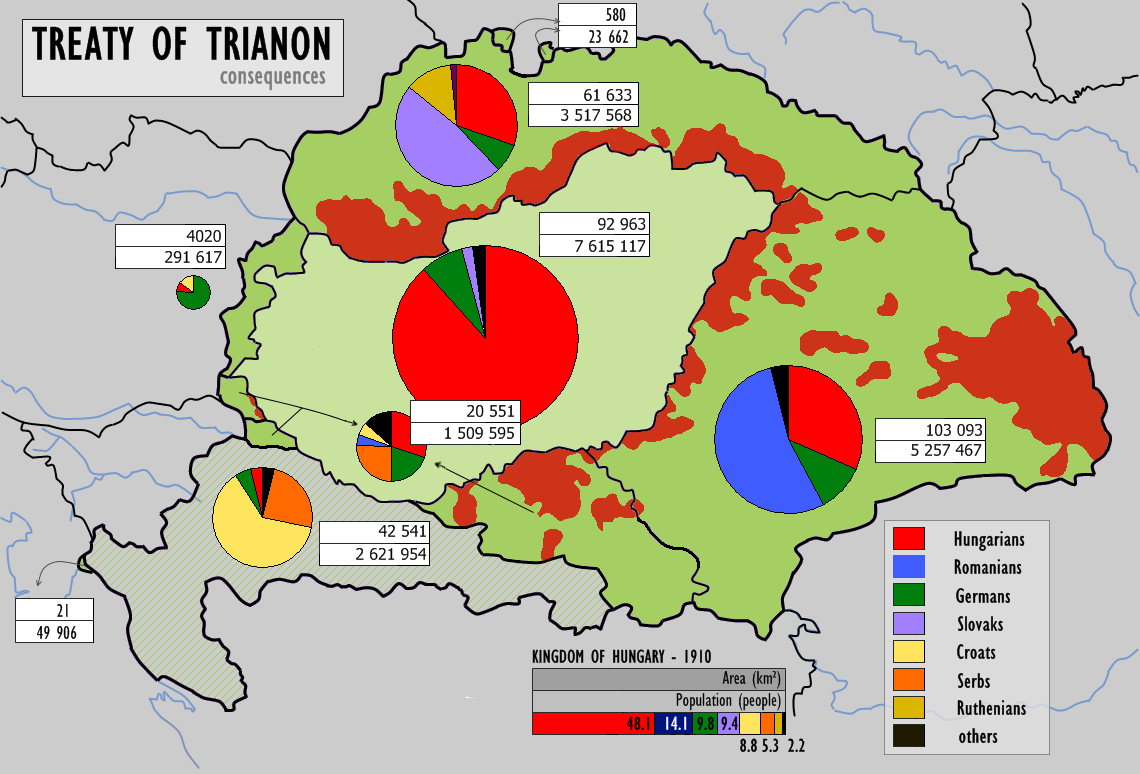
По переписи населения 1910 года, сербы в Королевстве Хорватия и Славония составляли 24 % населения. Далмация переписывалась отдельно

После упразднения военной организации активизировалась политическая деятельность сербов. Было создано несколько партий, некоторые из которых сотрудничали с хорватскими партиями. Однако ряд хорватских политиков, такие как Анте Старчевич и Йосип Франк считали сербов чуждым элементом и пропагандировали сербофобию. В то время как сербы получали поддержку от бана Куэна-Хедервари, назначенного Будапештом, некоторые хорватские политики искали покровительства в правящих кругах в Вене. После распада Австро-Венгрии практически все её южнославянские земли по собственному желанию вошли в состав Королевства Сербов, Хорватов и Словенцев. Однако это государство было централизованным и вскоре перестало отвечать настроениям хорватских масс, которые желали значительной автономии или независимости. Это осложнило сербско-хорватские отношения и вызвало ряд политических кризисов.
Согласно переписи населения 1910 года, православных сербов на территории хорватско-славонского участка бывшей военной границы насчитывалось 649 453 человека. 11 лет спустя, в 1921 году, на территории современной Хорватии и Срема (в настоящее время в составе Сербии) проживало 764 901 сербов, из них 658 769 на территории хорватско-славонского участка бывшей Военной Границы и 106 132 в Далмации.

### Геноцид сербов во Вторую мировую войну
После оккупации Королевства Югославии Германией и её союзниками было создано Независимое государство Хорватия, с усташами во главе. Они придерживались великохорватской идеи и отличались крайней сербофобией, что вылилось в геноцид сербов, евреев и цыган. Усташами была создана и сеть концлагерей. Точное количество жертв геноцида неизвестно, оно составляет от 197 000 человек по хорватской версии до 800 000 человек по сербской. Значительная часть жертв погибла в хорватских концлагерях. Около 240 000 сербов были насильно обращены в католичество, ещё 400 000 были вынуждены бежать в Сербию. Эти действия изменили этническую карту территорий современных Хорватии, Боснии и Герцеговины и Сербии и крайне отрицательно сказались на отношениях между сербами и хорватами. На оккупированных районах Югославии развернулось широкое освободительное движение. Зародившись в Далмации, оно нашло отклик на территории всей Югославии. Борьбу с хорватскими военными формированиями и частями Вермахта вели партизаны-коммунисты под руководством Йосипа Броз Тито. Политика сербского националистического движения четников под руководством Дражи Михайловича в разные периоды варьировалась от борьбы с немецкими частями до сотрудничества с ними. Четники на контролируемых ими территориях вели в свою очередь террор против несербского мирного населения. Сербы с территорий бывшей Военной границы внесли значительный вклад в борьбу с немецкими подразделениями и хорватскими формированиями. В 1943 году их количество в рядах четников составило 7 000, в рядах партизан — 28 800 бойцов. В 1945 году в рядах четников было 4 000, а в рядах партизан 63 710 сербов с территорий Краины. После освобождения всей территории Югославии сербы в Хорватии наравне с хорватами получили статус государствообразующего народа.

### Хорватская весна
В конце 1960-х годов в среде хорватских коммунистов зарождаются новые идеи, суть которых заключалась в изменении положения республики в рамках Югославии. В Хорватии началось широкое реформационное движение, получившее название «Хорватская весна» или «Маспок» (от сербскохорватского «масовни покрет» — массовое движение). Согласно заявлениям его идеологов, оно ставило своей целью расширение прав хорватов в рамках Югославии, а также проведение демократических и экономических реформ. Участники движения протестовали против «вытягивания» таких экономически отсталых регионов Югославии, как Косово, за счёт урезания бюджета и политических прав в Хорватии. Однако они не обращали внимание на критику, которая указывала на полное равноправие югославских республик. В этот же период отмечены первые после 1945 года столкновения в Краине на национальной почве — между сербами и хорватами. Югославские СМИ опубликовали информацию, согласно которой в Хорватии составлялись списки сербов и хорватов, которые оставались лояльны Югославии. Поступали жалобы на случаи дискриминации сербов.
Руководство Югославии и СКЮ восприняло движение как возрождение хорватского национализма и бросило полицию на подавление демонстраций. Тито снял с должностей наименее лояльных сторонников, таких, как Савка Дабчевич-Кучар, Мико Трипало и Драгутин Харамия, а также провёл чистку в Хорватской компартии и местной администрации. Многие из лидеров этого движения затем выступили на партийных собраниях и заявили, что были неправы. Многие студенческие активисты были арестованы, некоторые даже приговорены к лишению свободы. Среди арестованных в те годы были оба будущих президента Хорватии Франьо Туджман и Степан Месич, а также журналист-диссидент Бруно Бушич.

### Рост национализма в Югославии
В 1981 году произошли беспорядки в Косове и Метохии, вызванные массовыми демонстрациями косовских албанцев, требовавших превращения автономного края в республику или его независимости от Югославии. Также руководство союзных республик Словении и Хорватии стремилось к децентрализации и демократическим преобразованиям. В свою очередь, власти в Белграде стремились подавить сепаратистские движения в стране. В начале 1990-х годов сербское руководство во главе со Слободаном Милошевичем фактически упразднило автономию Косова.
Одновременно с требованиями децентрализации и получения более широкой автономии в Словении и Хорватии происходил рост национализма. После прихода к власти в Сербии Милошевича югославское руководство заявило о необходимости централизованного управления из Белграда. Противоречия между союзными республиками и федеральным центром нарастали. Помимо роста национализма в Словении и Хорватии, сербский национализм также становился угрозой единому югославскому государству.
В марте 1989 года кризис в Югославии углубился. Сербское руководство де-факто ликвидировало автономии Воеводины и Косова и Метохии, а также, получив поддержку от Черногории, смогло существенно влиять на принятие решений на федеральном уровне. Это вызвало протесты со стороны руководства Словении, Хорватии, Боснии и Герцеговины. После чего стали возникать призывы к реформированию югославской федерации со стороны руководителей союзных республик.
Таким образом, постепенный рост национализма в Югославии в течение 1980-х годов привёл к общеюгославскому кризису и падению коммунистической системы.

## История

### 1990 год

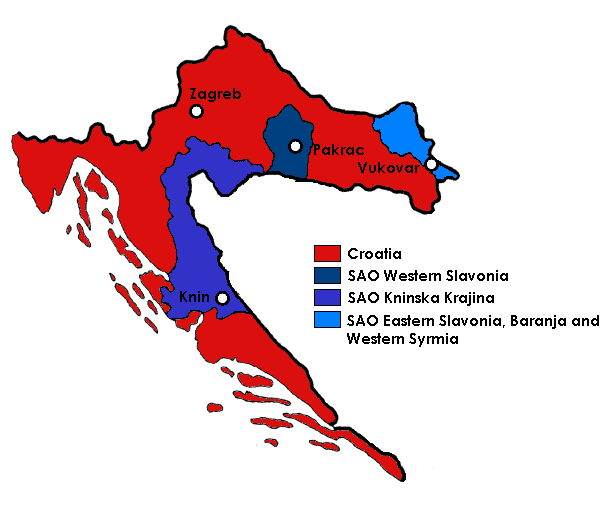
Сербские автономии в 1990 году

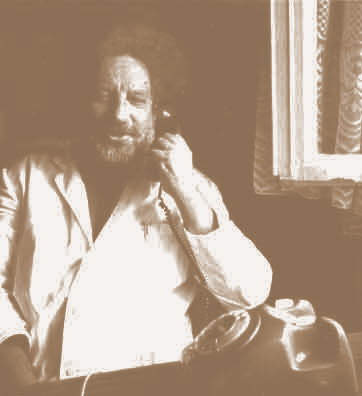
Академик Йован Рашкович, основатель СДП

Когда в Хорватии в 1990 году начали формироваться политические партии, сербы 11 февраля в Войниче создали Югославскую самостоятельную демократическую партию, а 17 февраля в Книне — Сербскую демократическую партию. В 1990 году по всей Югославии прошли многопартийные выборы. В Хорватии на них победило Хорватское демократическое содружество (ХДС), выступавшее за отделение от СФРЮ и конституционные изменения. Сербы, компактно проживавшие в республике, поддерживали либо Сербскую демократическую партию умеренного политика Йована Рашковича, либо коммунистические или социалистические движения. Политика ХДС и националистические высказывания ряда его руководителей, включая и Франьо Туджмана, усилили межнациональную напряжённость в республике. После введения новых государственных символов и изменения названия республики (было убрано слово «Социалистическая») выросла напряжённость в сербско-хорватских отношениях, а затем сербы потребовали культурной автономии, в предоставлении которой им было отказано. Хорватский историк Никица Барич писал, что кризис Югославии, в которой сербы видели гарантии стабильности, вызывал у них беспокойство. В итоге сербы все больше считали своим единственным защитником Югославскую Народную Армию, которая была последним реально функционирующим югославским институтом.

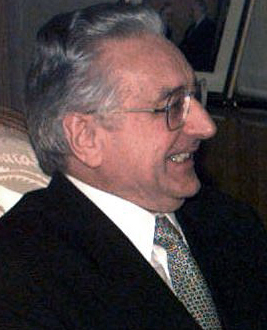
Глава ХДС и первый президент Хорватии Франьо Туджман

Ситуация в Хорватии усугублялась националистическими мерами республиканского правительства. Сербскохорватский язык был изменён на хорватский, сначала было изменено название, а затем и грамматические нормы языка. В служебной переписке и в СМИ было запрещено кириллическое письмо. Из школьных программ были изъяты тексты по сербской истории, сербские писатели и поэты. Сербов в государственных учреждениях заставляли подписывать «листы лояльности» новому хорватскому правительству. Отказывавшихся делать это немедленно увольняли. Особенно заметно это было в системе МВД. Оказывалось давление на представителей сербской интеллигенции. Хорватские политики делали заявления, которые болезненно воспринимались сербами. Особенно острую реакцию сербов вызвало заявление президента Туджмана, что Хорватия времен Второй мировой войны была не только нацистским образованием, но и выражала тысячелетние стремления хорватского народа. Стипе Месич в свою очередь заявил, что единственная сербская земля в Хорватии — та, которую сербы принесли с собой на подошвах ботинок.
В августе 1990 года в Книнской Краине был проведён референдум о суверенитете и автономии, высказаться на котором могли сербы, родившиеся или проживающие на территории СР Хорватии. Хорваты в нём участия не принимали. На референдуме 99,7 % из 756 721 проголосовавшего ответили на этот вопрос положительно), однако в 10 муниципалитетах хорватским властям удалось воспрепятствовать проведению референдума. Сербский референдум и начало создания автономии в историографии получили название «Революция брёвен». 30 сентября 1990 года была провозглашена Сербская Автономная Область Книнская Краина (САОКК), которая c 21 декабря стала называться Сербской Автономной Областью Краина (САОК). В декабре 1990 года хорватский Сабор (парламент) принимает новую Конституцию, по которой сербы в Хорватии стали национальным меньшинством, а не конституционным государствообразующим народом, как это было по республиканской конституции времен СФРЮ.
Летом-осенью 1990 года в силовых структурах республики произошёл своеобразный обмен. Из республиканского МВД были уволены все сербы, которые отказались подписать «листы лояльности» новому хорватскому правительству. В то же время в Книне и ряде других городов, где сербы составляли большинство населения, в милиции остались только сербы. Вскоре она была переименована в «Милицию Краины». Однако такая ситуация была не только в МВД. Например, 17 октября 1990 года глава хорватского правительства Йосип Манолич уволил всех сербов, работавших в правительстве и его аппарате, вне зависимости от их политических взглядов.
В Хорватии Революция брёвен и создание САО Краины именуются сербским восстанием (хорв. Srpska pobuna). Как писала Елена Гуськова, страх хорватских сербов перед возрождением фашизма в Хорватии сами хорватские власти считали, с одной стороны, беспочвенным, а с другой видели в нём проявления «великосербского империализма». Территории под контролем краинских сербов были названы оккупированными и было заявлено стремление восстановить на них конституционный порядок.
Никица Барич утверждает, что глава Сербии в рамках Югославии Слободан Милошевич считал возможным не препятствовать отделению Хорватии, но без территорий, населенных сербами. По мнению Барича, Милошевич хотел, чтобы краинские сербы вошли в состав новой Югославии.

### 1991 год

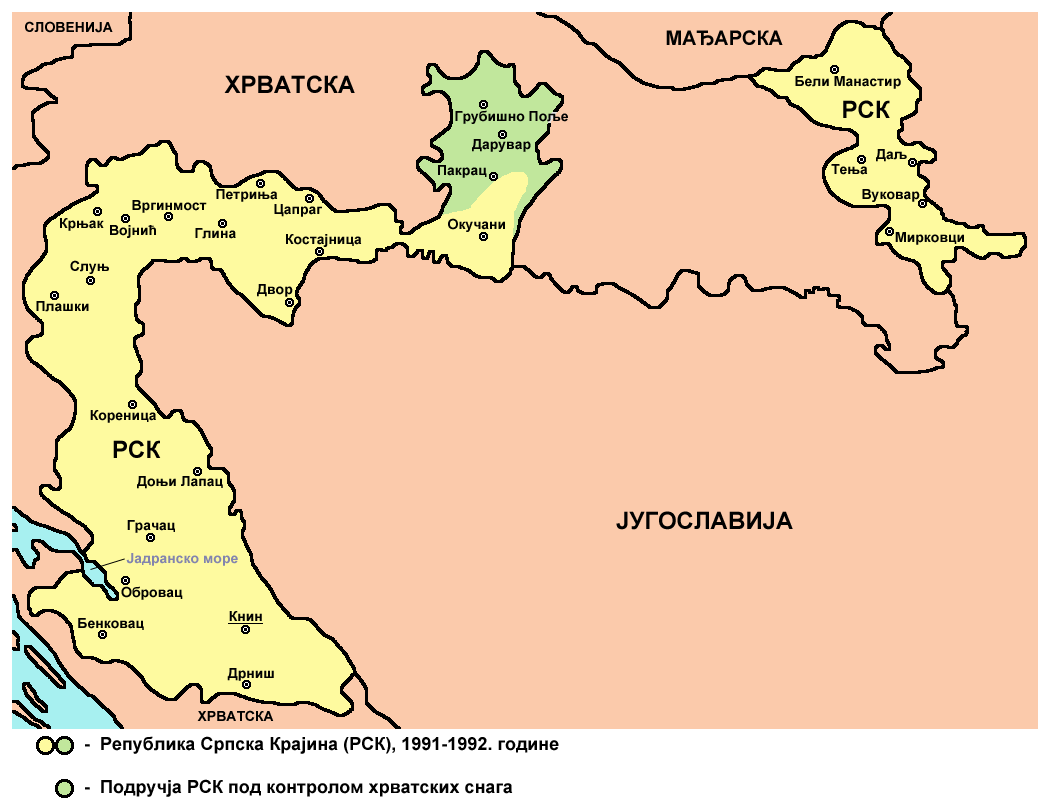
Карта РСК

Сербские беженцы из Западной Славонии, октябрь 1991 года

В январе 1991 года было создано краинское МВД, которое объединило все секретариаты внутренних дел, вышедшие из-под контроля Загреба. В феврале 1991 года САОК объединилась с территориями Северной Далмации и Лики, где большинство населения составляли сербы. 28 февраля Сербское национальное вече и Исполнительное вече САОК приняли Резолюцию об отделении от Хорватии на основании результатов референдума и выдвинули требование остаться в составе СФРЮ. 16 мая Скупщина САОК приняла решение о присоединении Краины к Югославии.
26 февраля была создана Сербская автономная область Славония, Баранья и Западный Срем. Позднее сербская автономия была организована также на территории Западной Славонии.
Летом 1991 года в Краине начались боевые действия между хорватскими паравоенными отрядами и силами МВД Хорватии с одной стороны и сербскими ополченцами — с другой. Постепенно в столкновения оказалась вовлечена Югославская Народная Армия, из которой с весны 1991 года массово дезертировали военнослужащие-хорваты. Участие ЮНА в конфликте возросло, когда хорватские отряды начали так называемую блокаду казарм в сентябре 1991 года.

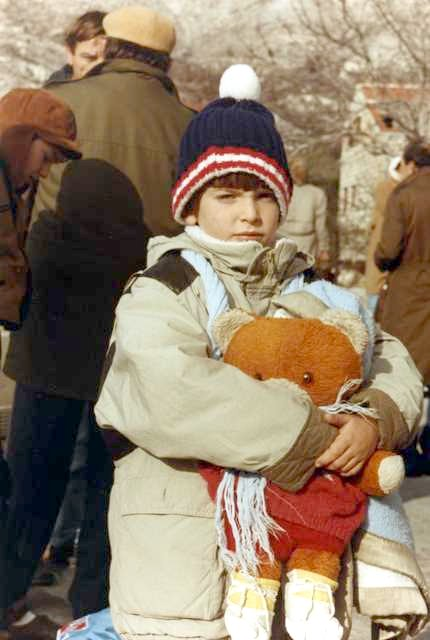
Хорватские беженцы, декабрь 1991 года

Весной 1991 года на территорию САО Краины начали прибывать беженцы с территорий под контролем Загреба. Некоторые из них затем уезжали в Сербию или Черногорию, но около 100 000 осталось в Краине. Красный крест Югославии сообщил о 250 000 беженцев сербской национальности с территории Хорватии в 1991 году. Беженцы прибывали вплоть до перемирия в январе 1992 года. В то же время десятки тысяч хорватов и мусульман под давлением сербов в этот же период бежали с территории Краины в Хорватию. Хорватский историк Никица Барич писал, что с территорий под контролем сербов бежало до 300 000 несербского населения, однако данные переписи населения за 1991 год показывают, что общая численность хорватов и представителей других национальностей на территории будущей Краины не превышала 220 000 человек.
19 декабря 1991 года сербские автономии образовали Республику Сербская Краина (РСК). Согласно принятой Конституции, РСК являлась «национальным государством сербского народа и всех граждан, которые в ней живут». Были определены государственные символы — флаг, герб и гимн. Милан Бабич сменил должность премьер-министра на должность президента республики. Был провозглашён суверенитет РСК.
На протяжении 1991 года хорватскими гвардией и полицией были совершены многочисленные преступления против гражданского сербского населения. Наиболее известные из них произошли в Сисаке, Госпиче, Вуковаре, сёлах Западной Славонии. Сербские формирования также совершали многочисленные военные преступления против хорватских военных и гражданских лиц, среди которых были убийство хорватских военнопленных в Вуковаре, резня в Ловасе и резня в Вочине.

### 1992 год

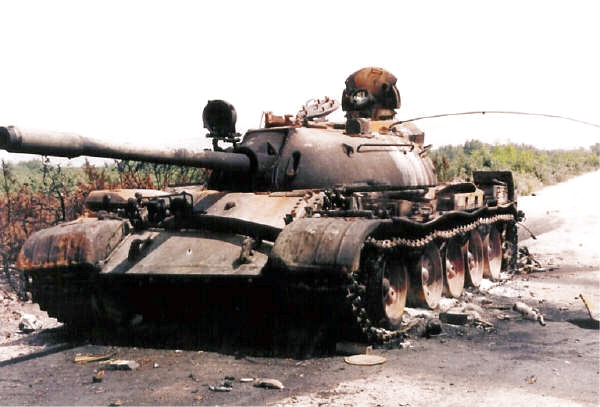
Подбитый танк у Дрниша

В январе 1992 года благодаря международному вмешательству боевые действия прекратились, и на территории РСК были размещены силы ООН (UNPROFOR). «Голубые каски» размещались на линии противостояния сербских и хорватских подразделений с целью прекращения огня и контроля за отводом тяжёлого вооружения от линии фронта. Очевидцы из числа российских миротворцев вспоминали, что сербы складировали вооружение на складах под наблюдением ООН, в то время как хорваты выводили технику в неизвестном направлении.
21 июня хорватская армия нарушила перемирие, заняв несколько сел на территории Мильевачского плато. Это привело к падению доверия к миротворцам со стороны сербов и к эскалации напряжённости. В результате тех событий краинские сербы посчитали, что силы ООН не защитят их от возможной хорватской агрессии, и приступили к формированию регулярной армии.

### 1993 год

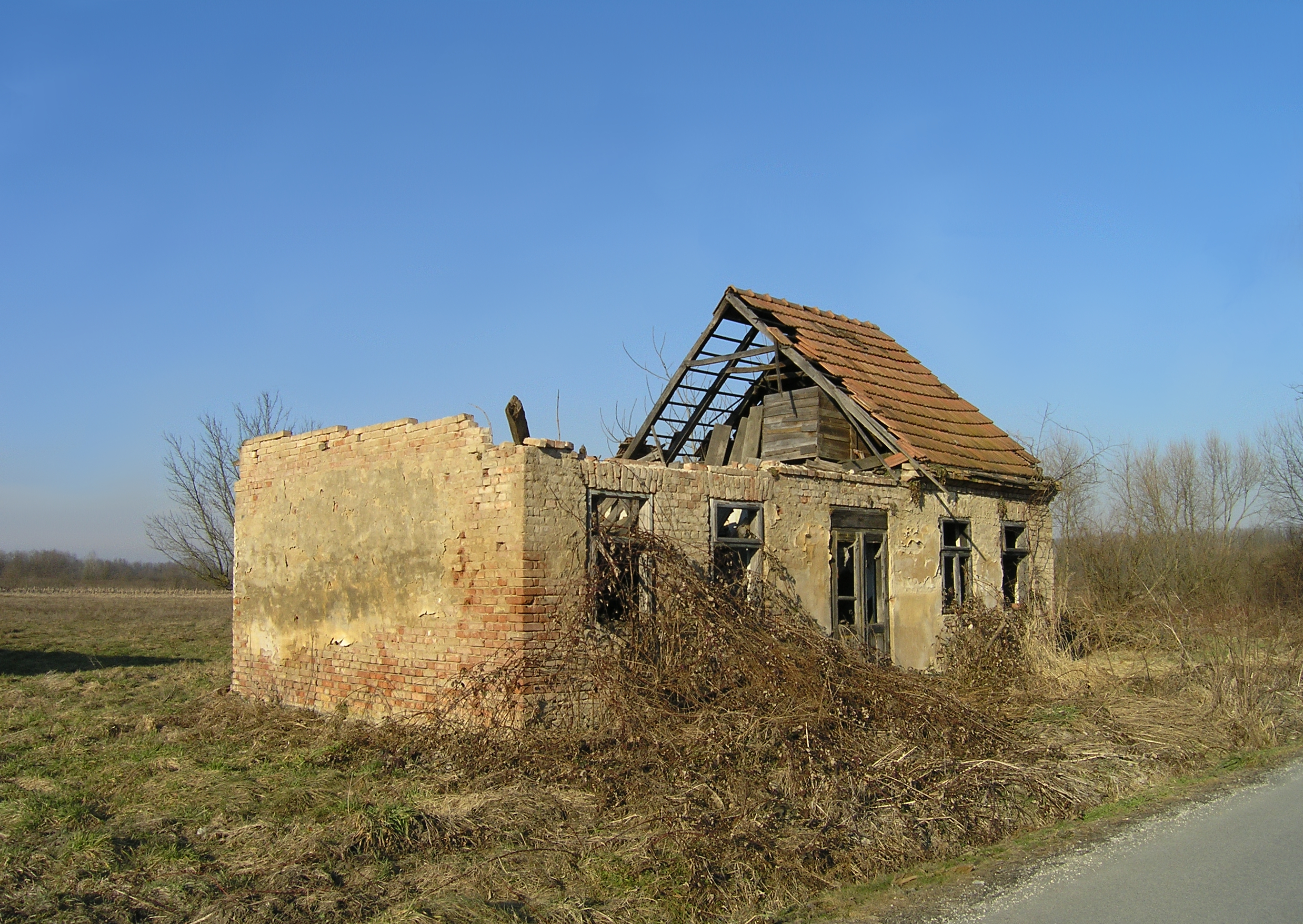
Разрушенный сербский дом

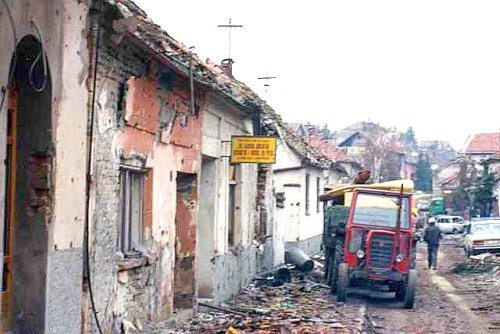
Разрушения в Вуковаре после битвы за город

22 января хорватская армия начала операцию «Масленица», заняв Новиград и аэродром Земуник. 25 января Совет безопасности ООН принял резолюцию 802, осуждающую хорватские атаки. В результате хорватской операции возобновились артиллерийские обстрелы городов обеими сторонами, а широкомасштабные боевые действия продолжались до середины весны. 6 апреля представители Хорватии и РСК заключили перемирие и подписали договор об отводе хорватских подразделений с занятых территорий. На их место должны были прийти миротворцы СООНО. Однако позднее хорватские власти отказались от выполнения договора.
Летом продолжались спорадические артиллерийские обстрелы. Советом безопасности ООН был продлён мандат миротворческих сил.
9 сентября хорватская армия начала операцию в так называемом Медакском кармане. В результате операции были заняты и уничтожены села Дивосело, Почитель и Читлук, а против мирного сербского населения были совершены военные преступления. После отхода хорватских подразделений территорию «кармана» заняли силы ООН. 2 ноября в Осло возобновились переговоры между РСК и Хорватией. Сербскую делегацию возглавлял Горан Хаджич, хорватскую — Хрвойе Шаринич.

### 1994 год
1994 год прошёл без крупных нападений хорватской армии собственно на территорию РСК. Однако хорватская армия принимала активное участие в операциях в Боснии и Герцеговине против войск боснийских сербов, а сводные подразделения краинских сербов участвовали в боях в Западной Боснии на стороне автономистов Фикрета Абдича.
Краинские власти пытались наладить мирную жизнь. Правительство в 1994 году разработало программу стабилизации, начало выдавать зарплату. К ноябрю руководство Сербской Краины планировало завершить интеграцию с Югославией. 29 марта 1994 года в Загребе в российском посольстве было подписано перемирие между руководством РСК и Хорватией. 5 августа в Книне состоялись переговоры краинских сербов с хорватами по экономическим вопросам. В частности, обсуждалась перспектива открытия дорожной магистрали через Западную Славонию. Осенью стали работать совместные комитеты — военный и по сельскому хозяйству. Краинские делегации посетили Загреб 8 и 14 ноября. 2 декабря был подписан договор между РСК и Хорватией о нормализации экономических отношений. Предусматривалось проведение переговоров по возвращению беженцев, выплате пенсий, открытию железнодорожного сообщения. 19 декабря краинскими сербами было открыто сообщение по бывшей автотрассе «Братство — единство» в Западной Славонии.
По утверждению российского журналиста Л. Млечина, власти Хорватии через российское посольство в Загребе предлагали лидерам Сербской Краины широкую автономию. Однако сербская сторона с участием Слободана Милошевича от этого предложения категорически отказалась.

### 1995 год
В январе 1995 года посол США в Хорватии Питер Гэлбрайт предложил РСК и Хорватии план «Загреб-4». Он предполагал автономию для Книнской Краины, а для Западной и Восточной Славонии — полную интеграцию в состав Хорватии. Принятие данного плана хорватский президент Туджман для себя счёл политическим самоубийством, однако под давлением американских дипломатов пообещал рассмотреть его в отдалённой перспективе. По мнению сербов, положения предлагаемого договора не гарантировали сербскому населению защиту от притеснений по национальному признаку. Тем не менее Милан Бабич, находясь в Белграде, сделал заявление, что Краина готова принять несколько скорректированный вариант плана, и призвал Хорватию к отводу войск. Однако, по данным Елены Гуськовой, Туджман отказался вести дальнейшие переговоры с сербами.

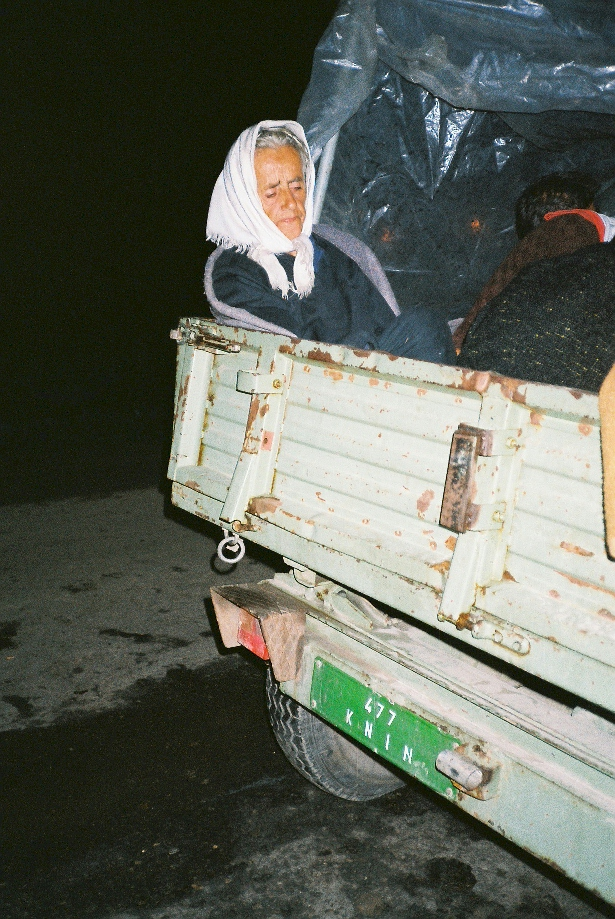
Сербские беженцы из Краины после операции «Буря»

Поток сербских беженцев из РСК

Вместо продолжения дипломатических контактов правительство Хорватии избрало военный путь решения вопроса. РСК была ликвидирована в мае (Западная Славония) и августе (основная часть) 1995 года в ходе хорватских военных операций «Молния» и «Буря». В ходе операции «Молния» хорватской армией был взят под контроль сербский анклав Западная Славония. Пытаясь помешать хорватскому наступлению, президент Мартич отдал приказ обстрелять Загреб, что и было сделано. Впоследствии обстрел Загреба был признан военным преступлением. Однако это не помешало проведению хорватской операции. По данным сербской стороны, а также международной правозащитной организации Human Rights Watch, в ходе «Молнии» были совершены многочисленные преступления против гражданского сербского населения, погибло множество людей, в том числе и дети.
Следующей операцией стала «Буря», в ходе которой хорватскими армией и полицией была занята основная часть Сербской Краины. С территории РСК бежало 230—250 тысяч сербов. Во время и после операции «Буря» хорватскими солдатами были совершены многочисленные военные преступления против колонн беженцев и против оставшегося мирного населения, в том числе резня в Дворе и резня в Груборах. В вынесенном впоследствии приговоре генералам Готовине и Маркачу Международный трибунал по бывшей Югославии заявил, что операция «Буря» была частью совместного преступного сговора, организаторами которого было хорватское военное и политическое руководство. Его целью было изгнание сербов из Хорватии и заселение Краины хорватами.
Остатки РСК (Область Срема и Бараньи с 1995 и Область Срема, Бараньи и Восточной Славонии с 1996 года) просуществовали в виде автономий под управлением ООН до мирного включения в состав Хорватии в начале 1998 года. По данным Саво Штрбаца, главы неправительственной организации «Веритас», после интеграции эти территории покинуло значительное количество сербов — 77 316 человек.

## Население

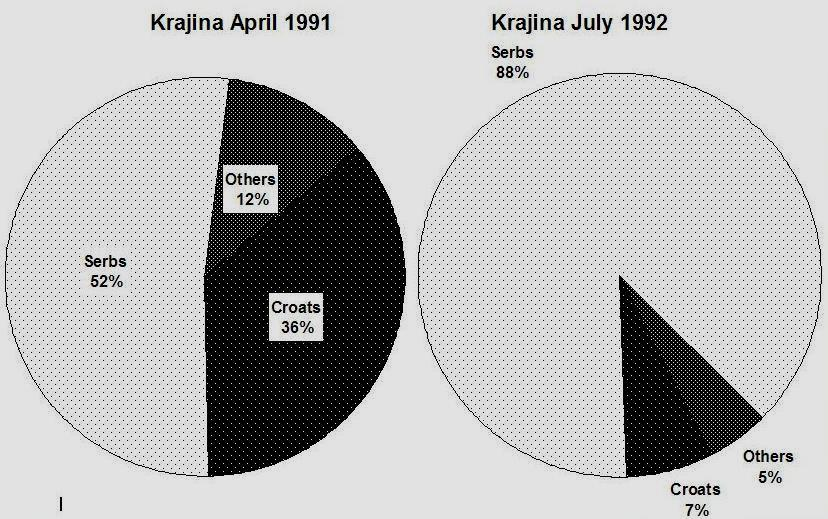
Национальный состав Республики Сербская Краина (1991—1992)

### Сербы

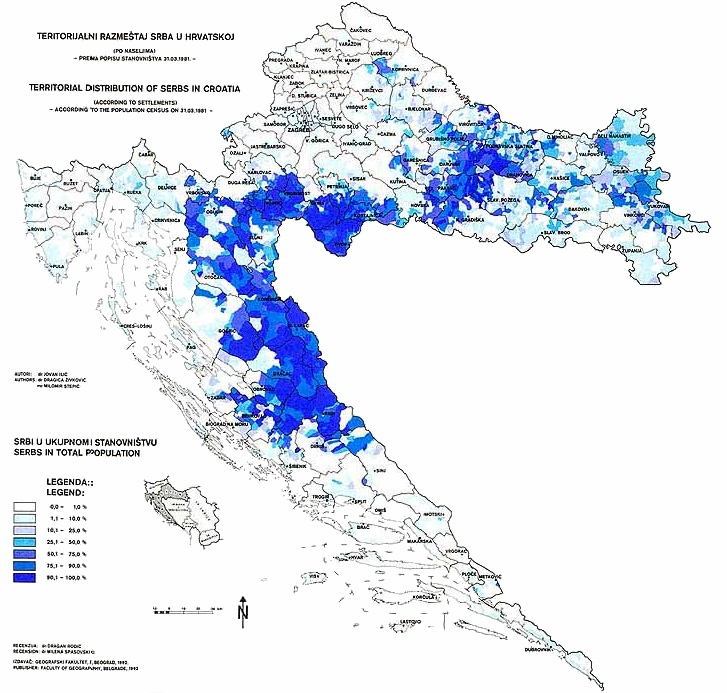
Районы с преобладанием сербов в 1981 году

По данным переписей населения, которые в СФРЮ проводились неоднократно, сербов в Хорватии было:
- в 1948 году — 543 795 человек.
- в 1953 году — 588 756 человек.
- в 1961 году — 624 991 человек.
- в 1971 году — 627 000 человек.
- в 1981 году — 531 502 человека.
- в 1991 году — 581 661 человек. Также в республике был зарегистрирован 106 041 югослав, большая часть которых (от 60 до 80 %), по мнению ряда исследователей, была сербами[106][107].

Согласно сообщениям Комиссариата по делам беженцев ООН, к 1993 году только с территорий под контролем Загреба была изгнана 251 000 человек. Беженцы оседали в основном в РСК или в Союзной Республике Югославии. Некоторые уезжали в США, Австралию, Канаду и т. д., таким образом образуя там многочисленные диаспоры. Красный крест Югославии сообщил о 250 000 беженцев сербской национальности с территории Хорватии в 1991 году. В 1994 году на территории Союзной Республики Югославии находилось более 180 000 беженцев и перемещённых лиц из Хорватии.
В 1993 году население Сербской Краины насчитывало 435 595 человек, из которых сербы составляли 91 %. По данным Главного штаба краинской армии, в 1993 году в Северной Далмации жило 87 000 человек, в Лике 48 389 человек, в Кордуне 51 000 человек и в Бании 88 406 человек.
В 1995 году из Краины были изгнаны примерно 250 000 сербов, в том числе 18 000 человек в ходе операции «Молния» и 230 000 — во время операции «Буря».
По данным ООН, после операции «Буря» в августе 1995 года на территории основной части Краины осталось только около 5500 сербов.

### Хорваты и представители других национальностей
Согласно переписи населения в Югославии 1991 года несербское население на территориях Краины составляло:
- Книнская Краина — хорваты 28 % (70 708 человек), прочие 5 % (13 101).
- Западная Славония — хорваты 29 % (6 864), прочие 11 % (2 577).
- Восточная Славония, Барания и Западный Срем — хорваты 47 % (90 454), прочие 21 % (40 217).

В ходе этнических чисток несербского населения в 1991 году большая его часть была изгнана с территории РСК. К 1992 году хорваты составляли лишь около 7 % населения данных трёх территорий. Всего с территории Сербской Краины было изгнано по меньшей мере 170 000 хорватов и других жителей несербской национальности.

## Государственное устройство
За время существования РСК в ней было три президента и шесть правительств. После провозглашения независимости 19 декабря 1991 года президентом стал Милан Бабич. Однако его правление продолжалось недолго. Со временем Бабич стал конфликтовать с Миланом Мартичем, который контролировал милицию и территориальную оборону.
Создание Сербской Краины уже на первом этапе демонстрировало значительную зависимость от Югославии и осложнялось политическими несогласиями, которые, в свою очередь, приводили к политической нестабильности. Отношения между Книном и Белградом сильно осложнились уже в январе 1992 года. Причиной этого стали разные взгляды на миротворческий план Вэнса. Милан Бабич считал, что план не отвечает интересам РСК, в то время как Слободан Милошевич выступал за его скорейшее принятие. В результате споров Милошевич заявил, что Бабич полностью утратил доверие Белграда. 22 января Скупщина РСК отвергла план ввода миротворческих сил в Хорватию, но уже 9 февраля под давлением политиков из Белграда, у которых в РСК было множество сторонников, всё-таки одобрила его. 26 февраля Бабич был смещён со своей должности. По предложению Белграда новым президентом был избран Горан Хаджич, а главой правительства стал Здравко Зечевич. Так как Бабич и его сторонники не согласились с решением Скупщины, некоторое время в РСК было двоевластие. 12 декабря 1993 года в Краине прошли первые многопартийные выборы президента и депутатов парламента. При поддержке Милошевича во втором круге выборов победил Милан Мартич. При этом Бабич согласился на компромиссную должность главы министерства иностранных дел.

### Президент

Горан Хаджич, второй президент РСК

За время существования РСК её президентами были:
- Милан Бабич 19 декабря 1991 — 16 февраля 1992
- Миле Паспаль (и. о.) 16— 26 февраля 1992
- Горан Хаджич 26 февраля 1992 — 12 декабря 1993
- Милан Бабич (12 декабря 1993 — 12 февраля 1994) избран в декабре 1993 года, но в январе 1994 года на новых выборах победил Милан Мартич
- Милан Мартич 12 февраля 1994 — август 1995

Против всех президентов РСК в дальнейшем были выдвинуты обвинения в Международном трибунале по бывшей Югославии (МТБЮ). Милан Бабич был обвинён в изгнании людей по политическим, расовым либо религиозным мотивам. Он признал вину и был приговорён к 13 годам заключения, но совершил самоубийство в 2006 году. Милан Мартич был приговорён к 35 годам заключения за военные преступления, нарушения законов и обычаев войны и изгнание несербского населения из Краины и отбывает срок в Тарту (Эстония). После ареста бывшего командира формирований боснийских сербов Стояна Жуплянина 11 июня 2008 года, ареста бывшего политического лидера боснийских сербов Радована Караджича 21 июля 2008 года и ареста бывшего командующего армией боснийских сербов Ратко Младича 26 мая 2011 года Горан Хаджич оставался самым разыскиваемым МТБЮ лицом. Власти Сербии объявили награду за информацию о местонахождении Хаджича в размере 5 миллионов евро. После семилетнего розыска он был арестован 20 июля 2011 года.

### Правительство
Согласно Конституции РСК, Правительство было носителем исполнительной власти в республике. Всего в РСК с 1990 по 1995 гг. было шесть правительств:
- Правительство под руководством Милана Бабича (29 мая 1991 — 19 декабря 1991)
- Правительство под руководством Ристо Матковича (19 декабря 1991 — 26 февраля 1992)
- Правительство под руководством Здравко Зечевича (26 февраля 1992 — 28 марта 1993)
- Правительство под руководством Джордже Бьеговича (28 марта 1993 — 21 апреля 1994)
- Правительство под руководством Борислава Микелича (21 апреля 1994 — 27 июля 1995)
- Правительство под руководством Милана Бабича (27 июля 1995 — до подписания Дейтонских соглашений и упразднения РСК)

Правительства РСК формировались по политическому принципу и, как правило, назначаемые министры не были специалистами в своей области. Первые два правительства составляли выходцы из Книна и Северной Далмации, что, по оценкам Косты Новаковича, не позволяло им влиять на ситуацию в других регионах РСК.

### Парламент
Первая Скупщина Сербской Краины образовалась в конце 1990 года из Скупщины САО Краины, Областной скупщины Западной Славонии и Великой народной скупщины Восточной Славонии, Западного Срема и Барании. Она насчитывала более 200 депутатов. 19 декабря 1991 года Скупщина приняла Конституцию и провозгласила создание Республики Сербской Краины. В начале 1992 года её деятельность была осложнена внутренними противоречиями, вызванными различным отношением к «плану Вэнса», предложенному в качестве основы для мирного урегулирования. Милан Бабич воспротивился принятию данного плана, и депутаты из числа его сторонников собрались в Книне, получив прозвище «Книнская скупщина». Другая часть депутатов под руководством спикера Миле Паспаля заседала в Глине и была прозвана «Глинская скупщина». Сформировать единый парламент в Сербской Краине удалось только в 1993 году.
Скупщина Сербской Краины состояла из 84 депутатов, избираемых на республиканских выборах. Депутатский мандат длился четыре года. Спикер и его заместители должны были представлять все три краинских анклава. Согласно конституции РСК, Скупщина должна была собираться на сессии дважды в год — в первый рабочий день марта и первый рабочий день октября. Длительность сессии не должна была превышать 90 дней. В ведении Скупщины находились вопросы изменения конституции, принятия законов, контроль за работой правительства, принятие бюджета, изменения административного деления и т. д..

### Конституция
Конституция Сербской Краины была утверждена 19 декабря 1991 на собраниях Скупщины Сербской Автономной Области Краина, Большой Народной Скупщины Сербской Области Славония, Бараня и Западный Срем и Скупщины Сербской Автономной Области Западная Славония. Главный закон РСК состоял из 8 глав, насчитывающих 123 пункта.
Согласно конституции, Республика Сербская Краина была провозглашена национальным государством для представителей сербского народа и всех своих граждан. Столицей провозглашался город Книн, государственным гимном был гимн Сербии — «Боже Правде». Конституцией учреждались также флаг и герб нового государства. Официальным языком признавался сербский на кириллице и латинице.

### Правоохранительные органы
С началом сербско-хорватского противостояния значительную роль в первых столкновениях сыграла Милиция Краины. В процессе давления на сербов хорватское правительство уволило большинство сербов из центрального аппарата республиканского МВД и многих населённых пунктов, где большинство населения составляли хорваты. Попытка сделать то же самое и ввести новые служебные символы на униформе полиции в местах компактного проживания сербов натолкнулось на сопротивление милиционеров-сербов. С началом первых столкновений правоохранительные структуры в ряде городов вышли из подчинения республиканского МВД и сформировали Милицию Краины, во главе которой встал инспектор милиции из Книна Милан Мартич. 4 января 1991 года был создан Секретариат внутренних дел во главе с Мартичем. Милиция Краины неоднократно участвовала в боевых действиях, несмотря на то, что её сотрудники были вооружены только лёгким стрелковым оружием. По мнению западных исследователей, в июле 1991 года она насчитывала около 7 тысяч бойцов с резервом в 20 тысяч человек. По данным сербских авторов, 9 октября 1991 года Милиция насчитывала 1200 обычных милиционеров, 500 человек в спецподразделениях и 1200 резервистов. Они подчинялись семи Секретариатам внутренних дел (в Книне, Коренице, Петринье, Войниче, Окучанах, Бели-Манастире и Вуковаре).
28 апреля 1992 года было создано Управление отдельных подразделений милиции. Данные подразделения насчитывали восемь бригад общей численностью 24 000 человек и представляли собой своего рода переходную организацию между Территориальной обороной и регулярной армией. Их задачей было прикрытие границы. С созданием регулярной армии в октябре 1992 они были распущены. Обычная милиция просуществовала до конца 1995 года. 5 октября 1994 года она насчитывала 3850 человек, в том числе 1950 милиционеров, 183 инспектора, 591 бойца спецподразделений, 422 служащих и 694 человека в резерве. 1 июля 1996 силы Милиции Краины в Восточной Славонии, Баранье и Западном Среме были преобразованы в «Переходную полицию», сформированную из сербов, хорватов и наблюдателей ООН. 15 декабря 1997 года эти силы формально стали частью полиции Республики Хорватии.
В РСК была налажена судебная власть. Были сформированы Верховный суд, Конституционный суд, окружные и муниципальные суды. В 1994 году был создан военный суд. На муниципальном и республиканском уровне была организована и деятельность прокуратуры.

### Вооружённые силы

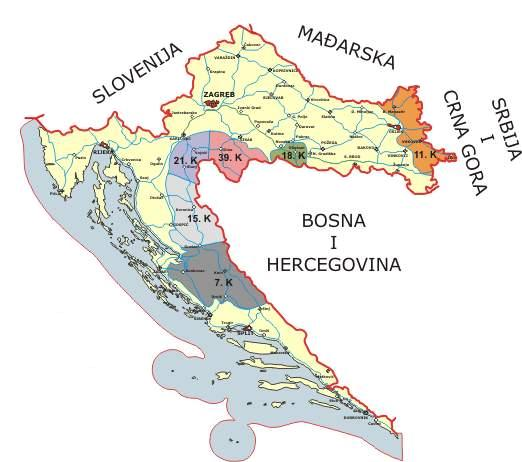
Территориальная организация армии РСК

Летом 1990 года на основе подразделений милиции и добровольцев в Краине были созданы отряды самообороны а также свои собственные милицейские секретариаты, укомплектованные милиционерами-сербами, которые отказались подчиняться властям в Загребе. В январе 1991 года было создано специальное управление внутренних дел, которое позволило сербам в Краине координировать деятельность Милиции. Примерно в этот же период в рамках Милиции Краины было создано специальное подразделение из добровольцев, которых называли «Мартичевцы» (серб. Мартићевци) по имени их командира Милана Мартича. Летом 1991 года в Краине были мобилизованы отряды Территориальной обороны, в ряде случаев их действиями руководили офицеры югославской армии. После подписания перемирия в 1992 году Югославская народная армия покинула Хорватию и Краину, оставив сербам часть тяжёлого вооружения. Оно было складировано под наблюдением миротворцев ООН. Так как подразделения Территориальной обороны были отведены в казармы, на линии боевого соприкосновения остались лишь бригады Отдельных подразделений милиции (серб. Посебне јединице милиције), бойцы которых вооружались только стрелковым оружием. Эти бригады подчинялись специальной Управе в рамках Министерства внутренних дел.

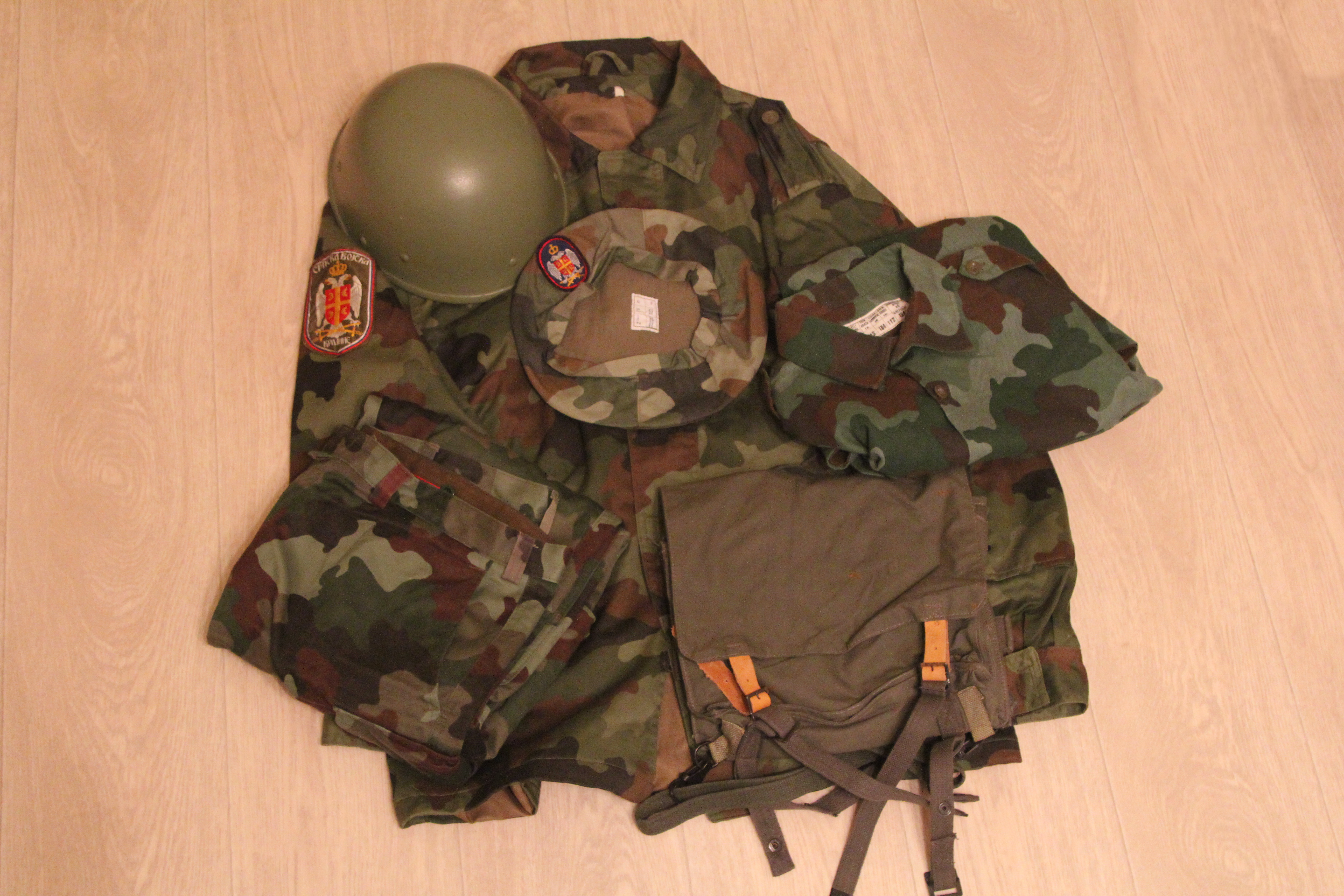
Комплект снаряжения бойца армии РСК

Хорватская атака на Милевачское плато продемонстрировала, что миротворцы не станут защищать РСК, и 16 октября 1992 года был издан приказ о начале организационных преобразований в частях ТО и ОПМ. Была проведена военная реформа, согласно которой подразделения Территориальной обороны и бригады отдельных подразделений милиции преобразовывались в армейские бригады и отряды. Все они были распределены между шестью корпусами и Главным штабом. Армия Сербской Краины состояла из Главного штаба, штабных подразделений, армейских корпусов и ВВС и ПВО. В основном, краинский корпус состоял из штаба, нескольких пехотных бригад, артиллерийского дивизиона, противотанкового дивизиона, дивизиона ПВО и тыловой базы. Некоторые корпуса имели специальные отряды, а в 7-м корпусе был бронепоезд. Все краинские корпуса, за исключением созданного летом 1995 года Корпуса специальных единиц, создавались по территориальному принципу.
Важным органом, координирующим деятельность Министерства обороны и армейских частей, был Верховный совет обороны. Он состоял из президента, премьер-министра, министра обороны, министра внутренних дел и командующего армией. Верховный совет обороны провозглашал военное положение, руководил обороной в случае угрозы, мобилизацией армии и её боевыми операциями и т. д.
После уничтожения Краины в 1995 году значительная часть вооружения СВК была эвакуирована на территорию Республики Сербской и передана её армии. Там же осталась служить часть краинских солдат. Последний уцелевший 11-й Восточнославонский корпус СВК был пополнен осенью 1995 года и получил вооружение из СРЮ. После Эрдутского соглашения он был распущен 21 июня 1996 года, вооружение было передано югославской армии.

## Социально-экономические данные

### Экономика
По мнению ряда исследователей, в социалистический период территории, вошедшие в состав РСК, были развиты значительно слабее, нежели территории остальной Хорватии. Была менее развита инфраструктура, туристический потенциал был значительно меньше, равно как и объём инвестиций. До войны многие объекты промышленности в краинских городах были частью производственных комплексов, находящихся в Хорватии или в Боснии и Герцеговине. Боевые действия нанесли значительный ущерб инфраструктуре РСК, прервали многие производственные и торговые связи. Сильно пострадал и жилой фонд. Введение санкций против Югославии отразилось и на положении в РСК, ухудшив и без того сложную экономическую ситуацию.

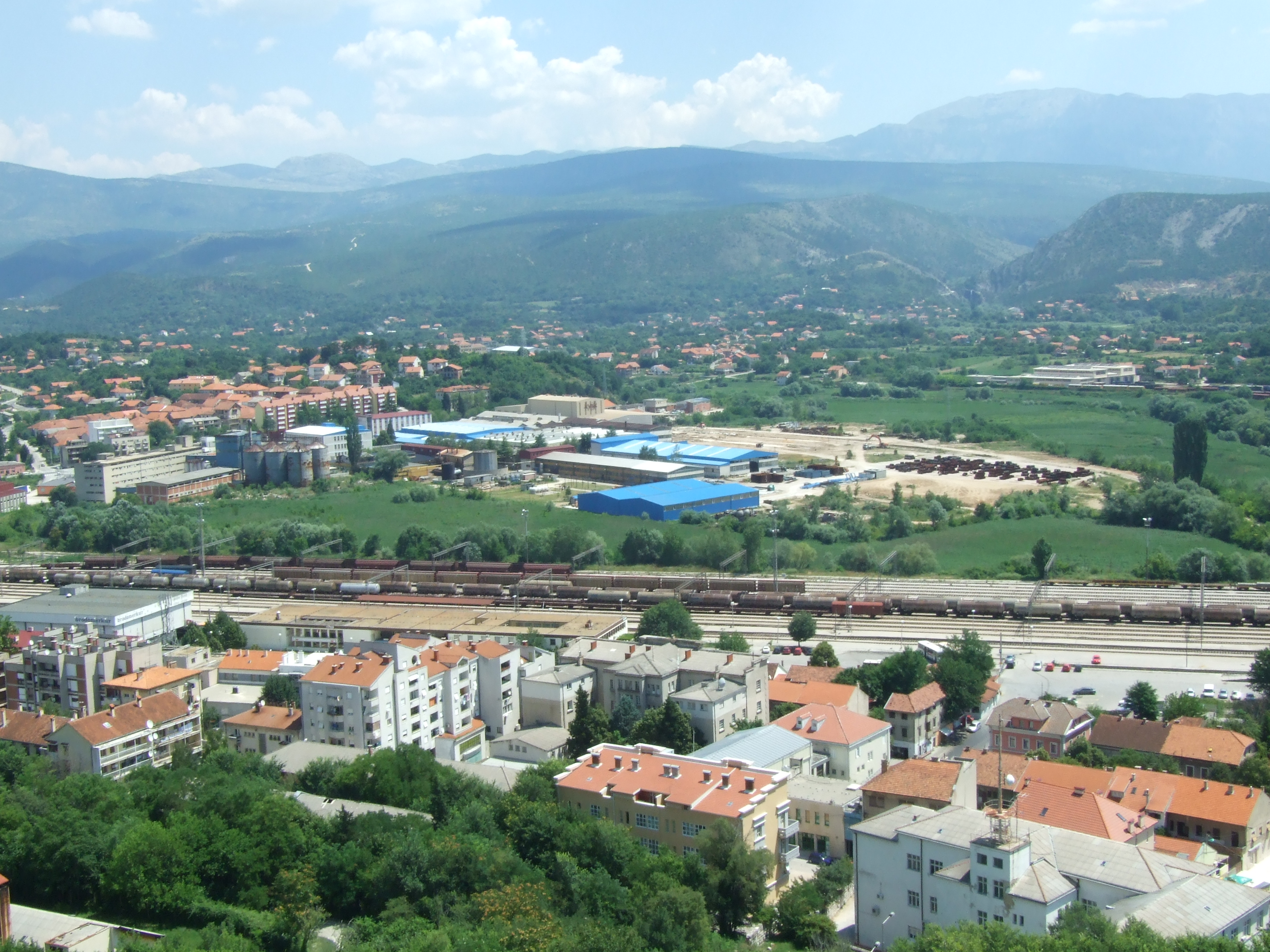
Предприятие «ТВИК»

При создании собственного государства краинские власти полагали, что смогут наладить экономику путём тесного сотрудничества с Югославией и боснийскими сербами. Однако помощь со стороны Белграда осложнялась международными санкциями. Тем не менее, экономика в Краине продолжала функционировать и в период боевых действий.
В 1992 году правительство приняло решение поддерживать предприятия, до войны бывшие в общественном владении, так как они сталкивались с наибольшими трудностями. Была принята своя валюта — динар Сербской Краины, однако в силу значительной инфляции он постоянно обесценивался. В 1993 году началась гиперинфляция, что сделало невозможным принятие республиканского бюджета. В начале 1994 году в Союзной Республике Югославии был введён новый динар, привязанный к немецкой марке по курсу 1:1. Он принят и как единая валюта в Сербской Краине и Республике Сербской, и в итоге гиперинфляция была остановлена. Новое правительство под руководством Борислава Микелича приняло бюджет и приступило к обновлению экономики.
Многие предприятия РСК пытались переориентироваться на рынки сбыта в Сербии и Республике Сербской, что удалось только отчасти. В 1994 году была разработана программа стабилизации экономики и финансов. Функционирование монетарной системы и банков полностью зависело от Белграда. Активно использовались сельскохозяйственные угодья площадью в 700 000 гектаров. Однако из-за недостатка горючего для техники и недостаточного финансирования сельское хозяйство в РСК демонстрировало невысокую эффективность. В частности, в 1994 году в Восточной Славонии для засева были подготовлены 45 % угодий, однако в итоге урожай собрали только с 30 %. Активно использовался и лесной фонд площадью в 540 000 гектаров с ежегодным приростом объёма в 1 500 000 кубометров. При этом в СМИ неоднократно утверждалось, что вырубка лесов в той же Восточной Славонии проводилась без регулирования и планировки. В этом регионе добывалась и нефть, однако в недостаточных объёмах для покрытия дефицита горючего. Добытая в Краине нефть отправлялась на переработку на НПЗ в Панчеве в Югославии. Затем оно реализовывалось на территории РСК. При этом часть топлива выделялась на нужды армии и МВД.

### Культура и образование
Первые меры по созданию независимой от Загреба системы образования были предприняты в сентябре 1990 года, когда был основан Культурно-просветительский совет Северной Далмации и Лики. В марте 1991 года было создано Министерство образования, расположенное в Книне с локальными отделениями в городах Бели Манастир и Топуско (создано несколько позднее). Министерство возглавил Душан Баджа, профессор из Оброваца. С началом боевых действий образовательный процесс неоднократно прерывался. Периодически обстрелам и уничтожению подвергались и сами школы.
В июне 1993 года краинское правительство постановило основать Университет имени Николы Теслы с ректоратом в Книне. В его рамках были созданы четыре факультета:
- Философский (Петринья)
- Сельскохозяйственный (Бели-Манастир)
- Политехнический (Книн)
- Общественных наук (Книн)

Значительную помощь университету оказали преподаватели из Сербии и Республики Сербской.
В школах РСК изучались следующие предметы: сербский язык и литература, история, география, музыкальное и изобразительное искусство, природа и общество, религиозное образование. Учебники готовил Институт учебников Республики Сербии. Также из Сербии поступала гуманитарная помощь как отдельным ученикам, так и целым школам. Дети погибших солдат получали учебники в подарок. Значительную помощь системе образования РСК помимо Сербии также оказывали Греция и Россия.
Летом 1993 года в Краине была основана Национальная библиотека, фондам которой оказала помощь Сербская академия наук и искусств. 16 июня был создан Сербский народный театр в Книне. Его ансамбль принял участие в совместных фестивалях в городах Краины с театральными коллективами из Республики Сербской и Югославии. Несколько позднее в Книне был основан документальный центр «Крајина-филм». Многочисленные культурные мероприятия проводились в Домах Сербского Войска Краины, в частности в Книне, Бенковаце, Петринье, Глине и Бели-Манастире. Также их организовывали культурные общества. Помимо этого, в Краине предпринимались определённые меры по организации работы музеев. В основном музеи функционировали в Книне (Книнская крепость), Бенковаце, на Петрова-Горе, в Топуско, Вуковаре и Бели-Манастире.
В РСК осуществляли вещание «Государственное радио и телевидение», а также радиостанции в Бенковаце, Книне, Грачанице, Коренице, Слуне, Вргинмосте, Петрини, Окучанах, Вуковаре, Борово-Селе, Мирковцах и бели-Манастире. В конце 1993 года для поддержки предвыборной кампании Милана Мартича при поддержке СРЮ начало вещание «Телевидение на Плитвицах».
После уничтожения РСК в августе 1995 года многие ученики и студенты продолжили образование в Сербии. Осенью 1995 года в сербские образовательные учреждения из семей беженцев из РСК были записаны 15 900 учеников основных школ, 6 100 учеников средних школ и 1 890 студентов.

### Здравоохранение
До начала войны здравоохранение на территории будущей РСК было интегрировано в систему здравоохранения СР Хорватии. Оно включало в себя 9 больниц (в Книне, Бенковаце, Оброваце, Грачаце, Коренице, Доньи-Лапце, Двор-на-Уне, Костайнице, Вргинмосте и Войниче) и три медицинских центра (в Книне, Глине и Петрине). В среднем на одного врача приходилось 1412 жителей. Меньше всего этот показатель был в Книне — 532 человека, в то время как в Войниче он составлял 2233 человека. На тысячу человек было 4,53 больничные койки.
После начала боевых действий в 1991 году систему здравоохранения на территории САО Краины реформировали в направлении автономности и взаимодействия с медицинскими службами Республики Сербской и Союзной Республики Югославия. Осенью 1991 года было создано два региональных медицинских центра: в Книне — ответственный за Далмацию и Лику — и в Глине, ответственный за Кордун и Банию. Значительное внимание было обращено и на оказание медицинской помощи беженцам с территорий под контролем хорватских гвардии и МВД, которых насчитывалось около 100 000 человек. На протяжении всего конфликта значительную помощь врачам из РСК оказывала Военно-Медицинская Академия из Белграда и различные гуманитарные организации, а также Сербская Православная церковь.

### Спорт
Первые меры по развитию спорта в РСК были приняты 28 сентября 1992 года, когда был утверждён Закон о физической культуре. После этого начали создаваться различные союзы, в том числе футбольный в Србе, баскетбольный в Книне, волейбольный в Вуковаре, гандбольный в Бели-Манастире, шахматный в Борово-Населье и т. д. Существовал и Олимпийский комитет РСК. Периодически проводились соревнования между командами из РСК и Республики Сербской. В частности, спортсмены из РСК принимали участие в первенствах Армии Республики Сербской по зимним видам спорта, которое прошло на Яхорине. Также в Краине в период с 1992 по 1995 год существовала футбольная лига, наиболее популярным клубом которой была «Динара» из Книна. В основном, большинство спортивных мероприятий проходили в Книне и Вуковаре. В РСК существовали многочисленные женские команды. Например, были шесть баскетбольных команд, названные по именам городов, где они были основаны. Из них наибольших результатов добилась команда из Книна.

## Религия

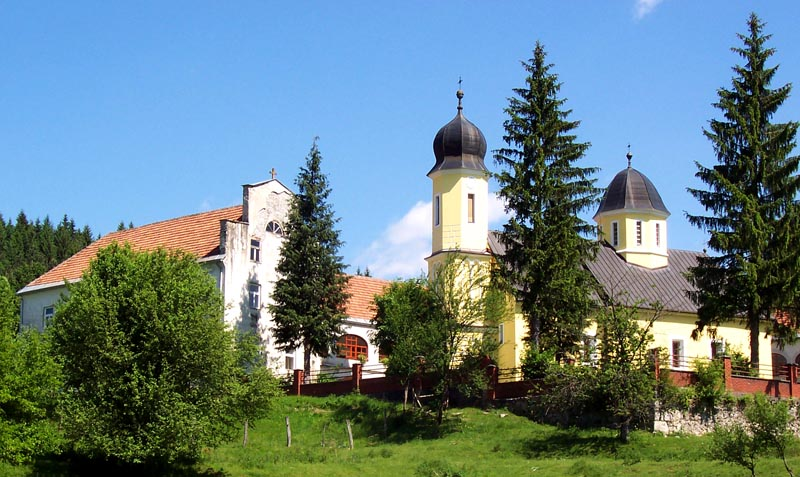
Монастырь Гомирье

Большинство граждан Сербской Краины исповедовали православие. Территория РСК находилась под юрисдикцией Сербской Православной церкви. На территории Краины существовали Загребско-Люблянская митрополия, Горнокарловацкая епархия (Карловац), Славонская епархия (Пакрац), Осиечкопольско-Бараньская епархия (Даль), Далматинская епархия (Шибеник). В стране находились сербские православные храмы и монастыри. Наиболее крупными, древними и известными являлись монастыри Драгович, Гомирье, Крка, Крупа и Лепавина. В ходе боевых действий многие сербские церкви были разрушены или значительно пострадали. Так, в 1993 году хорватские войска разрушили собор Святого Николая и резиденцию Горнокарловацкой епархии. Всего в 1990—1995 годах было разрушено 78 православных церквей, 96 церковных зданий, 10 кладбищ, одна патриаршая ризница, церковный музей, две церковных библиотеки и два архива. 94 церкви и 4 монастыря были разграблены.

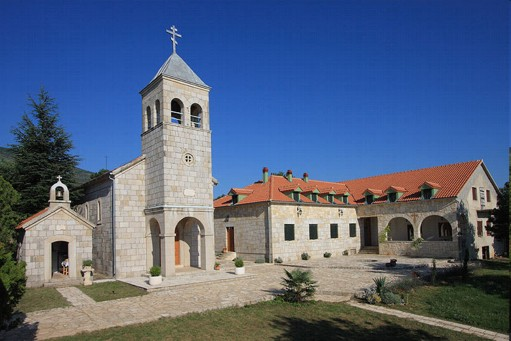
Монастырь Драгович

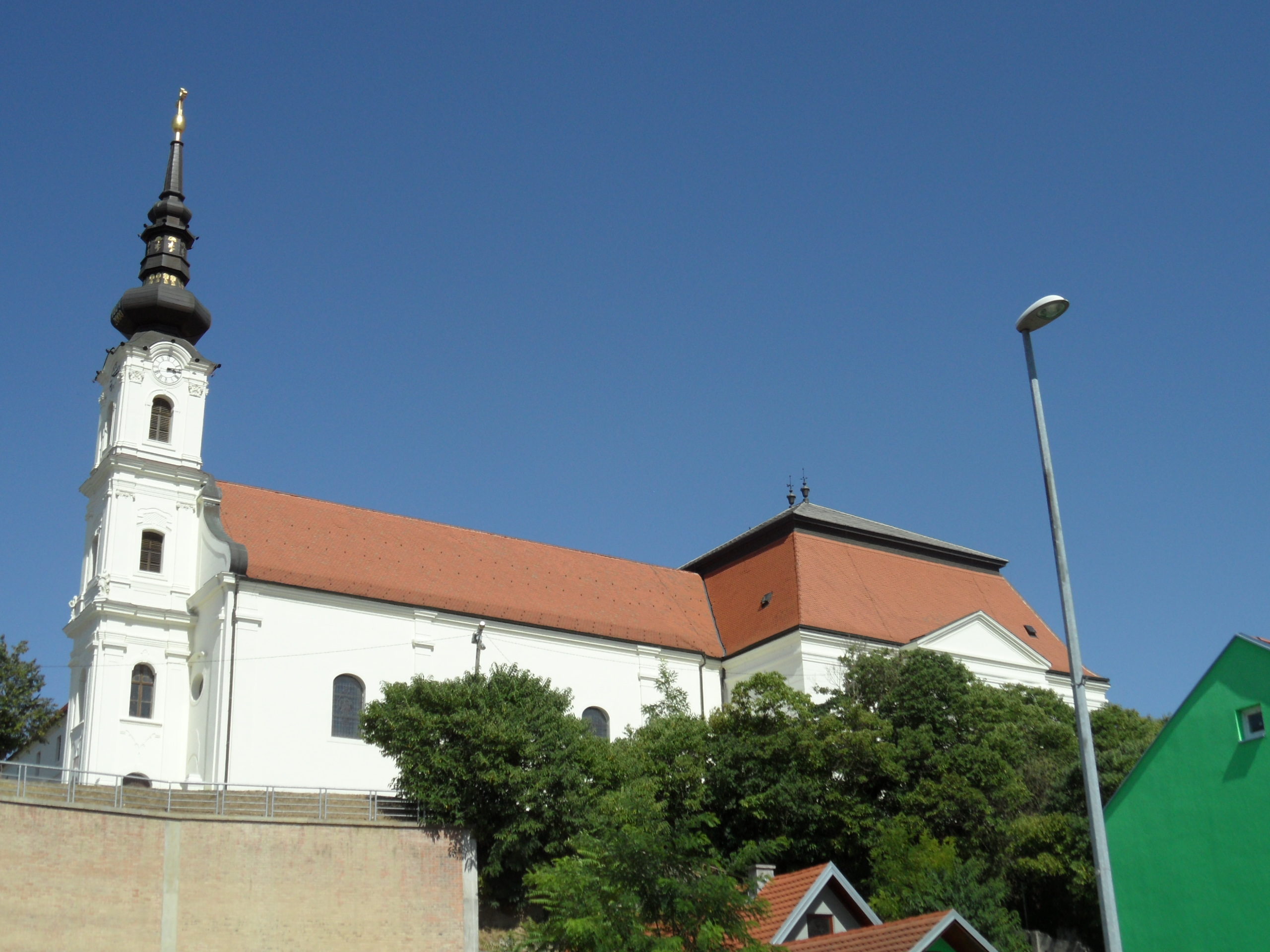
Францисканская церковь святых Филиппа и Якова в Вуковаре

Хорватское меньшинство исповедовало католицизм. Многие католические церкви были также полностью или частично разрушены в ходе боевых действий. В ходе массовых убийств в Ловасе, Широка-Куле и Вочине сербские паравоенные формирования частично или полностью разрушили католические храмы в этих населённых пунктах.
Сербские и хорватские религиозные деятели активно участвовали в миротворческой деятельности во время войны. В 1991 году митрополит Загребский и Люблянский Йован организовывал встречи Сербского патриарха Павла и католического кардинала Франьо Кухарича. Он также организовал встречу патриарха Павла и президента Хорватии Франьо Туджмана.
В ходе войны не только в Краине, но и на остальной территории Хорватии было разрушено большое количество православных и католических храмов. Потоки беженцев (сербов из Хорватии, хорватов из Боснии и Герцеговины) привели к существенному изменению этно-конфессиональной картины.

## Современное положение
В настоящее время существует Правительство Республики Сербская Краина в изгнании. Действующим председателем правительства Сербской Краины в изгнании являлся Милан Мартич (в 2002 году был передан Гаагскому трибуналу, с 2009 года находится в заключении в Эстонии).
Деятельность правительства Сербской Краины в изгнании была возобновлена в 2005 году. Премьер-министром правительства в изгнании, в которое вошли 6 министров, стал Милорад Буха. Члены правительства в изгнании заявили, что они намерены добиваться создания плана на основе Z-4 и их конечной целью было объявлено добиться для сербов «больше, чем автономии, но меньше, чем независимости, в Хорватии».
12 сентября 2008 года Скупщина и Правительство Республики Сербская Краина в изгнании признали независимость Абхазии и Южной Осетии. В постановлении непризнанного сербского государства говорится:
Это два новых государства имеют такую же историю, как и история краинских сербов — их народы проживают на своей этнической и исторической земле. Абхазия и Южная Осетия не имеют никаких исторических и этнических связей с Грузией, так же, как и Краина не имеет такой связи с Хорватией — хорватскими этническими и историческими землями в Загорье. Территория Хорватии простирается только от Загреба и до итальянской и словенской границ. Признания независимости будут вручены президентам Абхазии и Южной Осетии дипломатическим путём и предоставлены на сербском и русском языках, с кратким обзором современных событий в Краине, Абхазии и Осетии.
В настоящее время сербы имеют 3 места в хорватском парламенте. Основными партиями хорватских сербов являются Независимая демократическая сербская партия (СДСС) и Сербская народная партия (СНС). Представители СДСС занимают все 3 сербских места в хорватском парламенте. Член СДСС Слободан Узелац является заместителем премьер-министра Хорватии. Также в Хорватии существуют Партия дунайских сербов, Демократическая сербская партия и Новая сербская партия.